# スナイパー -恋の狙撃者-
『スナイパー』-恋の狙撃者-（スナイパー こいのそげきしゃ）は宝塚歌劇団の舞台作品。花組公演。形式名は「ショー」。20場。
作・演出は石田昌也。併演作品は『SPEAKEASY -風の街の純情な悪党たち-』。トップコンビの真矢みきと千ほさちの宝塚退団公演であった。

## 解説
※『宝塚歌劇100年史（舞台編）』の宝塚大劇場公演参考。
公演演目の題名より、「狙うもの」「狙われるもの」をテーマに、真矢みきの持つ魅力を100パーセント引き出した、ストーリー仕立てのバラエティ・ショー。多様なアイデアを駆使しながら、刺激的で現代的な場面やオーソドックスなレビュー場面などを織り交ぜて構成している。東京公演では内容を一部変更。

## 公演期間と公演場所
- 1998年5月15日 - 6月22日　宝塚大劇場[1]
- 1998年8月22日 - 10月5日　TAKARAZUKA1000days劇場（東京）[2]

## スタッフ
※氏名の後ろに「宝塚」「東京」の文字がなければ両劇場共通。
- 作曲・編曲：西村耕次/南安雄/ボブ佐久間/小野寺忠和
- 編曲：小高根凡平
- 音楽指揮：野村陽児
- 振付：山田卓/藍エリナ/関根玲子/入江利明/御織ゆみ乃
- 装置：石濱日出雄
- 衣装：有村淳
- 照明：安藤俊雄
- フライング・デザイナー：ピーター・フォイ
- フライング・コーディネーター：早川保清
- 音響：加門清邦
- 小道具：万波一重
- 効果：扇野信夫
- 演出助手：植田景子/大野拓史
- 装置補：広森守
- 舞台進行：濱野文宏
- 舞台監督：藤村信一（東京）/中村兆成（東京）/山本修司（東京）/香取克英（東京）
- 制作：久保孝満
- 演奏：宝塚管弦楽団
- 衣装生地提供：日東紡績株式会社

## 主な配役
宝塚
- スナイパー男S、ジゴロS、歌うパイロットS、マイケル、新郎、ユダヤの青年S、スター、パレードの男S - 真矢みき
- スナイパー女S、村の娘A、歌うパーサーS、ケリー、新婦、ユダヤの娘S、スター、パレードの女S - 千ほさち
- スナイパー男A、ハリマオ、リオの男S、パパラッチ、スター、パレードの男A - 愛華みれ
- 進駐軍A、ウィルバー・ライト、歌うパイロットA、歌う仕立て屋 - 匠ひびき
- スナイパー男、オービル・ライト、歌うパイロットA、ユダヤの青年 - 伊織直加

東京における変更点
- ギャンブラー - 真由華れお/蘭香レア/蘭寿とむ/壮一帆
- 歌うパイロット - 真矢みき
- 歌うパーサー - 千ほさち